# 門塔爾

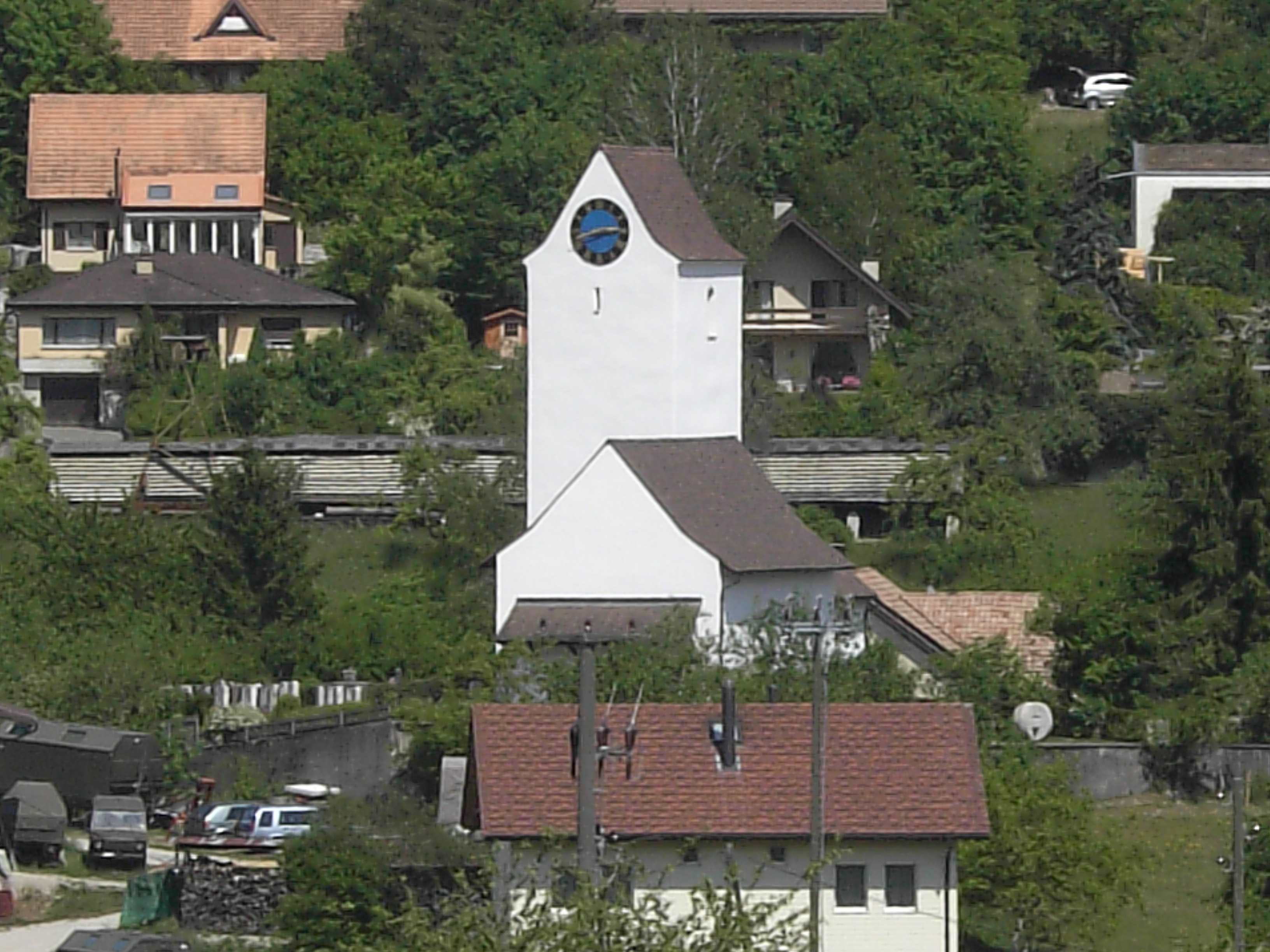

門塔爾（德語：Mönthal，法語：Mönthal，義大利語：Mönthal）是瑞士的城鎮，位於該國北部，由阿爾高州負責管轄，面積3.93平方公里，海拔高度479米，2012年人口395，一半人口信奉基督教，人口密度每平方公里101人。
47°31′09″N 8°08′25″E / 47.5192°N 8.1403°E